# Mount Kembla
Mount Kembla är ett berg i Australien. Det ligger i regionen Wollongong och delstaten New South Wales, i den sydöstra delen av landet, omkring 75 kilometer sydväst om delstatshuvudstaden Sydney. Toppen på Mount Kembla är 540 meter över havet, eller 201 meter över den omgivande terrängen. Bredden vid basen är 1,8 km.
Runt Mount Kembla är det tätbefolkat, med 286 invånare per kvadratkilometer.. Närmaste större samhälle är Wollongong, nära Mount Kembla. 
I omgivningarna runt Mount Kembla växer i huvudsak städsegrön lövskog. Genomsnittlig årsnederbörd är 1 288 millimeter. Den regnigaste månaden är februari, med i genomsnitt 215 mm nederbörd, och den torraste är juli, med 34 mm nederbörd.